# Secret Love (film 1916)
Secret Love è un film muto del 1916 diretto da Robert Z. Leonard. Adattamento del romanzo That Lass O' Lowrie's del 1877 di Frances Hodgson Burnett, un testo che venne portato altre volte sullo schermo. Nel 1923, il regista Hobart Henley girò La fiamma della vita con Priscilla Dean e Wallace Beery.

## Trama
La storia si svolge in una cittadina mineraria inglese nel 1870.

## Produzione
Il film fu prodotto dall'Universal Film Manufacturing Company con il nome Bluebird Photoplays.

## Distribuzione
Distribuito dall'Universal Film Manufacturing Company, il film uscì il 31 gennaio 1916.

### Date di uscita
IMDb
- USA	31 gennaio 1916

Alias
- That Lass o' Lowrie's	USA (titolo di lavorazione)